# 陈建功
陈建功（1893年9月8日—1971年4月11日），字业成，男，浙江绍兴人，中国数学家、数学教育家，中国科学院院士。中华人民共和国成立前曾任国立武昌大学，国立浙江大学数学系教授，國立台灣大學教務長，代理校長，1952年后历任复旦大学教授、杭州大学教授兼副校长。
陈建功主要从事实变函数论、复变函数论和微分方程等方面的研究工作，是中国函数论方面的开拓者之一。

## 生平
1898年，陈建功开始在邻家私塾读书，几年后进入绍兴有名的蕺山书院继续求学。1909年，考入绍兴府中学堂，鲁迅此时正于此处执教。1910年，陈建功考入杭州浙江两级师范学堂。1916年，陈建功毕业于日本东京高等工业学校（今东京工业大学）和东京物理学校（今东京理科大学），回到中国任教于浙江甲种工业学校。虽然教学任务繁重，但陈建功对数学的爱好有增无减；教学之余，全用力钻研数学，并指导着一个数学兴趣小组。1920年，陈建功再次东渡日本，于东北帝国大学（今东北大学）数学系求学。1921年，陈建功的第一篇论文《Some theorems on infinite products》在《东北数学杂志》发表了，这是中国学者在国外最早发表的一批数学论文之一。1923年，陈建功在东北帝国大学毕业后，回国任教于浙江工业专门学校，次年应聘为国立武昌大学（今武汉大学）数学系教授，从此开始了他的大学教学生涯。1926年，陈建功第三次东渡，考入东北帝国大学攻读博士学位并于1929年毕业，师从藤原松三郎教授专攻三角级数论。当时，作为傅里叶（Fourier）分析主要部分的三角级数论，在国际上处于全盛时期，陈建功在两年多的研究中获得许多创造性成果。他是第一个获得日本理学博士的中国人，也是在日本取得这一荣誉的第一个外国人。1929年－1952年，陈建功任浙江大学教授，曾任数学系主任多年。期间于1946年2月到4月，陈建功曾以國立台灣大學教務長身分代理校長一職，1947年亦应邀前往美国普林斯顿研究所任研究员一年。1952年中国院系调整，陈建功转任复旦大学教授。1955年，陈建功当选中国科学院学部委员（院士）。1956年5月，陈建功和程民德、吴文俊代表中国出席罗马尼亚“国际函数论”会议。1958年，杭州大学成立（今浙江大学文、理学部），陈建功受邀担任副校长。陈建功应上海科技出版社之约，将自己数十年在三角级数方面的研究成果结合国际上之最高成就，写成巨著《三角级数论》。1964年12月，该书的上册出版。1971年4月11日20时28分， 陈建功因病与世长辞，享年77岁。

## 家庭
陈建功之妻朱良璧（1913年11月-2021年11月20日）生於上海，為浙江大學数学系教师；陈建功之子陈翰馥是控制论专家，亦为中国科学院院士。